# 斯里兰卡驻华大使馆
斯里兰卡民主社会主义共和国驻中华人民共和国大使馆，简称斯里兰卡驻华大使馆，是斯里兰卡民主社会主义共和国在中华人民共和国的最高外交代表机构。馆址位于中国北京市朝阳区建国门外建华路3号。

## 历史沿革
1957年2月7日，锡兰与中华人民共和国建交，两国随即互设大使馆。